# Regulamentul Formulei 1
Numeroasele regulamente de Formula 1, elaborate și aplicate de FIA și mai târziu de FISA, s-au schimbat dramatic de la primul Campionat Mondial de Formula 1 din 1950. Acest articol acoperă starea actuală a reglementărilor tehnice și sportive din Formula 1, precum și istoria reglementărilor tehnice începând cu 1950.

## Regulamentele și reglementările actuale

### Tehnice

#### Șasiu
O mașină de F1 nu poate depăși 200 cm lățime si 95 cm înălțime. Deși nu există o lungime maximă, alte reguli stabilesc limite indirecte pentru aceste dimensiuni și aproape fiecare aspect al mașinii poartă reglementări de dimensiune; în consecință, diferitele mașini tind să fie foarte aproape de aceeași dimensiune. Mașina și pilotul trebuie să cântărească împreună cel puțin 740 kg.
Mașina trebuie să aibă doar patru roți montate în exteriorul caroseriei cu doar cele 2 din față virate și doar 2 din spate conduse. Există distanțe minime admise între roți și caroserie din spate și față.
Șasiul principal conține o „celulă de siguranță” care include cockpit-ul, o structură concepută pentru a reduce impactul direct în fața cockpit-ului și celula de combustibil direct în spatele cockpit-ului. În plus, mașina trebuie să conțină structuri de rulare în spatele și în fața pilotului. Pilotul trebuie să poată intra și ieși din cockpit fără alte ajustări decât scoaterea volanului.
Există, de asemenea, standarde obligatorii pentru testele de impact. Există un impact frontal de 48 km/h într-o barieră de oțel; „decelerația medie nu trebuie să depășească 25 g”, cu maximum 60 g pentru minim 3 milisecunde, fără deteriorarea șasiului dincolo de secțiunea nasului. Același șasiu trebuie apoi să suporte un impact din spate de la o sanie care se deplasează cu 48 km/h, fără avarii în fața punții din spate. Cercul de rulare nu are voie să se zdrobească peste 50 de milimetrii, iar defecțiunea structurală este permisă numai în primii 100 de milimetri ai corpului. Impacturi laterale cu un obiect de 780 de kilograme cu 10 m/s trebuie să fie decelerate la mai puțin de 20 g și să absoarbă nu mai puțin de 15% și nu mai mult de 35% din energia totală; 80 kilonewtoni (8.200 kgf) nu poate fi depășiți mai mult de 3 milisecunde. Volanul trebuie să reziste impactului unui obiect de 8 kg și diametrul de 165 mm la 7 m/s fără deformarea roții sau deteriorarea mecanismului de eliberare rapidă.
În plus, există „teste de comprimare” pe părțile laterale ale cabinei, rezervorul de combustibil și cutia nasului. Cockpit-ul trebuie să supraviețuiască unei forțe de 25 kilonewtoni fără defecțiune; pentru rezervorul de combustibil, 12,5 kilonewtoni (1.270 kgf) se aplică. Maxim 3 mm în deformare este permis. Pentru janta cockpit-ului, cifrele sunt 10 kN și 20 mm. Cutia nasului trebuie să reziste la forțe de 40 kN timp de 30 de secunde fără a eșua.
Transmisiile continuu variabile (CVT) au fost interzise din 1994, la două săptămâni după testele de mare succes pe Williams FW15C în 1993, care au demonstrat că CVT-urile aveau potențialul de a menține alte echipe într-un dezavantaj competitiv pentru o lungă perioadă de timp din cauza dificultăților de a proiecta curele suficient de puternice pentru utilizare în CVT-uri. S-a speculat că utilizarea numai a unui CVT a condus la un avantaj de câteva secunde pe tur. CVT-urile nu au fost niciodată folosite în cursele de Formula 1. În 1994 a fost adăugată o regulă care prevedea că cutiile de viteze trebuie să aibă între 2 și 7 rapoarte de transmisie discrete, alături de o clauză care interzice în mod explicit CVT-urile. Suspensiile active au fost, de asemenea, interzise în 1994, din cauza preocupărilor de siguranță ale FIA cu privire la viteze din ce în ce mai mari, și alte „ajutoare pentru conducere” au fost, de asemenea, interzise în același an, inclusiv direcția pe 4 roți, care a fost testată și s-a dovedit a fi neglijabilă în vreo potențială reducere a timpilor pe tur.
Din 2014, transmisiile cu 8 rapoarte de viteză și un marșarier sunt necesare pentru mașinile de Formula 1.

#### Motor
Motoarele V8 de 2,4 litri au fost folosite ultima dată în sezonul 2013. Tehnologia motorului a fost mult schimbată începând cu sezonul 2014, odată cu introducerea motorului V6 turbo de 1,6 litri-hibrid. Greutatea minimă a motorului este de 145 kg.
| An                                             | 2014-2021                 | 2006-2013                                        | 2000-2005                                        |
| ---------------------------------------------- | ------------------------- | ------------------------------------------------ | ------------------------------------------------ |
| Mărimea                                        | 1,6 litri                 | 2,4 litri                                        | 3,0 litri                                        |
| Tipul motorului                                | V6 (turbo-hibrid)         | V8                                               | V10                                              |
| Limită de combustibil pe cursă                 | 100–110 kg (130-145 L)    | Fără limită (aproximativ 130–160 kg / 190-230 L) | Fără limită (aproximativ 180–200 kg / 250-290 L) |
| Debitul combustibilului                        | 100 kg/h peste 10.500 RPM | Fară limită                                      | Fară limită                                      |
| Limita presiunii de injecție a combustibilului | 500 bari                  | Fară limită                                      | Fară limită                                      |
| Limita turației motorului                      | 15.000                    | 18.000-20.500                                    | 19.000                                           |
| Putere de ieșire                               | 750-1000 cp               | 730-840 cp                                       | 770-1000 cp                                      |

Pentru sezonul 2017, limita de combustibil pe cursă a fost crescută la 105 kg. Pentru sezonul 2019, limita a fost din nou crescută la 110 kg.
Puterea de ieșire a motoarelor de F1 nu a fost dezvăluită începând cu anii 1990, totuși, consensul este că motoarele V6 turbo de 1,6 L produc 750 până la 850 cp, în funcție de mapări.
O altă schimbare radicală în 2014 a fost introducerea ERS (Sistem De Recuperare A Energiei). Acest sistem funcționează în mod similar cu KERS, piloții obținând un plus de aproximativ 160 cp de la motoarele electrice utilizate împreună cu motorul cu ardere internă (care generează aproximativ 1.000 cp în total) în loc de un banc de 6 secunde de putere suplimentară pe tur. Combinația acestor sisteme a condus la utilizarea termenului de unitate de putere în loc de motor.
Dispozitivele concepute pentru a injecta orice substanță în cilindri, altele decât aerul și combustibilul (benzină), sunt interzise, precum și sistemele de admisie și evacuare cu lungime variabilă .
Arborele cotit și arborii cu came trebuie să fie din oțel sau fontă. Nu este permisă utilizarea materialelor compozite de carbon pentru blocul cilindrilor, chiulasa și pistoanele.
Dispozitivele de pornire separate pot fi folosite pentru a porni motoarele la boxe și pe grilă. Dacă motorul este echipat cu un dispozitiv de blocare, acesta trebuie setat pentru a opri motorul în zece secunde în cazul unui accident.
Motoarele, denumite acum unități de putere, sunt împărțite în 6 componente: motorul cu ardere internă (ICE); turbocompresor (TC); Unitate Generator Motor-Cinetică (MGU-K), care recoltează energie care ar fi în mod normal irosită la frânare; Unitate Generator Motor-Căldură (MGU-H), care colectează energie sub formă de căldură pe măsură ce este expulzată prin evacuare; Depozitul de energie (ES), care funcționează ca baterii, reținând energia adunată de unitățile generatoare cu motor; și Electronice De Control (CE), care include unitatea electronică de control și software-ul utilizat pentru gestionarea întregii unități de putere. În 2015, fiecărui pilot i s-a permis să folosească până la patru din fiecare componentă pe parcursul unui sezon care are o lungime de până la 20 de curse programate; o a cincea unitate de putere (și componentele sale) ar putea fi folosită fără penalizare dacă sunt programate să aibă loc mai mult de 20 de curse. S-a aplicat o penalizare de zece locuri pe grila de start pentru utilizarea unei componente a unității de putere dincolo de alocarea stabilită, și o pornire de pe linia boxelor dacă întreaga unitate se modifică dincolo de limită.
*Notă : densitatea combustibilului aici variază, dar este de cca. între 0,7-0,77 g/mL. *(Cifrele de mai sus reflectă intervalul respectiv.)*

#### Realimentarea cu combustibil
Din 2010, realimentarea cu combustibil nu mai este permisă în timpul cursei, iar acum fiecare mașină pornește cu o încărcătură completă de combustibil. Mașinile din sezonul 2010 au fost aproximativ 22 cm mai lungi decât mașinile din 2009 pentru a găzdui rezervorul de combustibil mărit.

#### Anvelope
Formula 1 a contractat un singur furnizor de anvelope începând cu sezonul din 2007. Furnizorul (Pirelli din 2011) furnizează 5 specificații de anvelope slick pentru vreme uscată (C1, C2, C3, C4, C5), dintre care 3 compuși sunt furnizați la fiecare cursă (drept moale, mediu și dur). Din 2011 până în 2015, la fiecare weekend de cursă au fost furnizate 2 tipuri de anvelope uscate, cunoscute sub numele de Prime și Option. Echipele sunt furnizate cu mai multe seturi de anvelope Prime decât anvelope Option pentru a fi folosite pe tot parcursul weekendului. Anvelopa Prime este de obicei mai dură și, prin urmare, mai durabilă decât anvelopa Option, în timp ce anvelopa Option oferă mai multă aderență și, prin urmare, permite timpi mai rapizi pe tur atunci când anvelopele sunt proaspete. La unele evenimente, selecția este inversată, anvelopa Option fiind mai dură decât Prime. Combinația dintre anvelopele mai durabile și mai rapide adaugă un element la strategia de cursă a fiecărei mașini. În plus, furnizorul oferă 2 compuși pentru vreme umedă: intermediar și complet umed. Din 2016 înainte, 3 compuși pentru anvelope uscate sunt aduse la un weekend de curse. Din 2019, indiferent de compusul anvelopei, o anvelopă este desemnată ca moale, una ca medie și alta ca dură. Un set dintre cele mai moi anvelope este rezervat pentru Q3 și două seturi de anvelope de mijloc și cele mai dure sunt păstrate pentru cursă. Piloții selectează 10 seturi de anvelope pentru un weekend de cursă. Fiecare compus este diferențiat de o bandă cu coduri de culoare pictată în jurul peretelui lateral al anvelopei și care include sigla furnizorului: roșu pentru moale, galben pentru mediu, alb pentru dur, verde pentru intermediar și albastru pentru umed complet.
Concurenților li se permite doar un număr limitat de seturi de anvelope în timpul unei curse: 13 pentru uscat, 4 intermediare, 3 pentru umed. Fiecare anvelopă trebuie să fie marcată cu un identificator unic pentru urmărire și control în timpul unui eveniment de cursă. În timpul antrenamentelor, piloții sunt limitați la utilizarea a 3 seturi de anvelope pentru uscat, iar anumite seturi trebuie returnate furnizorului înainte de a doua și a treia sesiune. Începând cu sezonul din 2022, piloții pot începe cu orice tip de anvelopă doresc. Mașinile trebuie să concureze pe oricare 2 compuși de anvelope pentru uscat în timpul unei curse, cu excepția cazului în care mașina respectivă a folosit cauciucuri intermediare sau pentru umed în cursa respectivă.
Înainte de calificări, anvelopele pentru umed și cele intermediare pot fi folosite numai dacă pista este considerată umedă de către directorul cursei. Începerea cursei în spatele mașinii de siguranță din cauza ploii abundente necesită ca mașinile să fie echipate cu anvelope pentru umed până când fac o oprire la boxe.
Încălzitoarele pot fi aplicate numai pe exteriorul anvelopelor.

### Sportive

#### Parc fermé (Parc inchis)
După cântărirea în timpul fiecărei sesiuni de calificări, echipele sunt obligate să-și ducă mașinile într-un loc din padoc, secționat de FIA, cunoscut sub numele de parc fermé (parc închis); mecanicii nu pot efectua lucrări la mașini, altele decât întreținerea de rutină, până când ele nu sunt eliberate din parcul închis pentru cursa de a doua zi dimineață.
Dacă o echipă trebuie să facă alte lucrări semnificative, cum ar fi lucrări ale caroseriei sau ajustări ale suspensiei, mașina va porni de pe linia boxelor.

#### Procedura de cursă

Lumini de pornire așa cum sunt văzute de telespectatorii (cameră îndreptată către piloți)

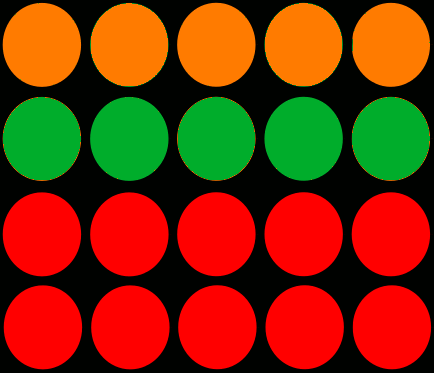
Luminile de pornire așa cum sunt văzute de piloți. Nu toate luminile sunt aprinse în orice moment

Animație a unei secvențe de start a cursei de Formula 1 așa cum este văzută de un pilot. Aceasta presupune o întârziere de minim patru secunde între aprinderea tuturor luminilor roșii și apoi stingerea pentru a începe cursa

Linia boxelor se deschide cu patruzeci de minute înainte de începerea unei curse, timp în care piloții pot circula pe pistă cât doresc, trecând prin linia boxelor de fiecare dată pentru a evita grila. Piloții trebuie să fie în mașinile lor și să se afle pe grilă până la momentul închiderii boxelor, cu 30 de minute înainte de start; în caz contrar, trebuie să înceapă cursa de la boxe. Între timp, echipele pot lucra la mașinile lor pe grilă.
Cu 10 minute înainte de start, grila este părăsită de toată lumea, cu excepția mecanicilor de echipă, a comisarilor de curse și a piloților. În general, o echipă va dori să-și țină cauciucurile detașate de mașini și încălzite în încălzitoarele pentru anvelope cât mai mult timp posibil, dar acestea trebuie să fie atașate de mașini până cu 3 minute înainte de începerea cursei.
Motoarele trebuie să fie pornite minim cu un minut înainte de start; la cincisprezece secunde de la start tot personalul trebuie să fie plecat de pistă. Luminile verzi semnifică începutul turului de formare, cunoscut și sub denumirea de tur de paradă, în timpul căruia piloții trebuie să rămână în aceeași ordine (fără depășiri), cu excepția cazului în care o mașină din față s-a oprit din cauza unei probleme tehnice sau a avut un accident. Mașinile înconjoară o dată pista și se formează din nou în pozițiile lor pe grilă.
Dacă, dintr-un motiv oarecare, o mașină nu poate începe cursa (defecțiune a motorului în timpul calificărilor sau antrenamentelor, eșuarea suspensiei etc.), mașina se poate înscrie în continuare în cursă, dar va primi o penalizare de 10 poziții la start. De exemplu, dacă mașina se califică pe locul 3, dar trebuie să schimbe un motor în orice moment în timpul weekendului de cursă înainte de cursa propriu-zisă, mașina va porni de pe poziția a 13-a. De dragul strategiei, echipele vor opta uneori să pornească o mașină afectată în acest fel de pe linia boxelor. Aceasta înseamnă că încep cursa de la capătul grilei.
Cutiile de viteze trebuie folosite pentru cinci evenimente consecutive (considerate ca P3, sesiunea de antrenamente, de calificare și cursa). Dacă se folosește o cutie de viteze de schimb, se va percepe o penalizare de 5 locuri pe grilă (Pole position devine poziția a șasea).
Cursa este începută de zece semafore roșii în două rânduri de cinci (adică 5 coloane de 2). Luminile roșii din fiecare coloană funcționează ca o pereche, adică ambele se aprind și se sting împreună. Luminile luminează câte o pereche, de la stânga la dreapta, la intervale de o secundă, apoi se sting simultan după un interval aleator (adică 4–7 secunde). Când luminile se sting, cursa începe oficial. În cazul în care pornirea trebuie întreruptă din orice motiv, toate cele 5 perechi de lumini roșii se vor aprinde normal, dar în loc să se stingă, luminile portocalii vor clipi. Toate motoarele sunt oprite și pornirea se reia din punctul de 5 minute, ca înainte de începerea cursei. Dacă un singur pilot ridică mâna pentru a indica faptul că nu poate porni, comisarul pentru acel rând va flutura un steag galben, apoi după câteva secunde, atât luminile roșii cât și portocalii se vor stinge, iar luminile verzi se vor aprinde pentru a indica un alt tur de formare.

#### Punctajul
Campionatele Piloților și Constructorilor se decid prin puncte, care se acordă în funcție de locul în care se clasifică un pilot la fiecare Mare Premiu. Pentru a primi puncte, un concurent nu trebuie să termine cursa, dar trebuie să parcurgă cel puțin 90% din distanța de cursă a câștigătorului. Prin urmare, este posibil ca un pilot să primească niște puncte chiar dacă s-a retras înainte de finalul cursei. În acest caz, punctajul se bazează pe distanța parcursă în comparație cu alți piloți. De asemenea, este posibil ca punctele mai mici să nu fie acordate (ca la Marele Premiu al Statelor Unite din 2005), deoarece insuficienți piloți au parcurs 90% din distanța câștigătorului. Sistemul a fost revizuit în 2003 și ulterior modificat pentru sezonul 2010 din cauza a două noi echipe care au intrat în sport. Sistemul de punctaj începând cu 2019 este:
| Locul 1           | 25 de puncte                                          |
| Locul 2           | 18 puncte                                             |
| Locul 3           | 15 puncte                                             |
| Locul 4           | 12 puncte                                             |
| Locul 5           | 10 puncte                                             |
| Locul 6           | 8 puncte                                              |
| Locul 7           | 6 puncte                                              |
| Locul 8           | 4 puncte                                              |
| Locul 9           | 2 puncte                                              |
| Locul 10          | 1 punct                                               |
| Cel mai rapid tur | 1 punct (cu condiția ca pilotul să termine în top 10) |
| Locul 11 încolo   | Fără puncte                                           |

Pentru sistemele de punctaj anterioare anului 2019, consultați Lista sistemelor de punctaj ale Campionatului Mondial de Formula 1.
Piloții care termină sub locul al zecelea nu primesc puncte.
Din 2010 până la sfârșitul campionatului din 2021, dacă cursa trebuia abandonată din orice motiv înainte de 75% din distanța planificată (dar după un minim de două tururi efectuate), atunci punctele acordate se înjumătățeau:12,5-9-7,5-6-5-4-3-2-1-0,5. Regulile privind acordarea de puncte au fost revizuite de FIA, echipe și Formula 1 în urma criticilor după Marele Premiu al Belgiei din 2021, în timpul căruia cursa a fost semnalizată cu steag roșu în turul 3, după două tururi în spatele mașinii de siguranță, fără a fi parcurs niciun tur sub condițiile steagului verde la viteza de cursă, înainte ca cursa să fie abandonată prematur, rezultatul cursei – o victorie pentru Max Verstappen – fiind luat după primul tur. FIA a considerat că mai mult de două tururi au fost finalizate de lider, deoarece liderul Verstappen trecuse linia de control de trei ori înainte ca Marele Premiu să fie abandonat. Pe 14 februarie 2022, s-a anunțat că vor fi modificate semnificativ criteriile de notare a punctelor și alocarea pentru cursele scurte introduse înaintea Campionatului Mondial de Formula 1 din 2022. Criteriile de notare a punctelor pentru cursele scurtate începând cu 2022 sunt următoarele:
- Nu se vor acorda puncte decât dacă au fost parcurse minim două tururi în condiții de steag verde.
- Dacă sunt parcurse mai mult de două tururi, dar mai puțin de 25% din distanța programată a cursei, punctele vor fi acordate primilor 5 piloți pe o bază de 6–4–3–2–1.
- Dacă 25%–50% din distanța programată a cursei este parcursă, punctele vor fi acordate pe o bază de 13–10–8–6–5–4–3–2–1 primilor 9 piloți.
- Dacă 50%–75% din distanța programată a cursei este parcursă, punctele vor fi acordate pe o bază de 19–14–12–9–8–6–5–3–2–1 primilor 10 piloți.
- Dacă se parcurge mai mult de 75% din distanța programată a cursei, se vor acorda toate punctele puse în joc.[22]

Punctele sunt acordate în mod egal pilotului și constructorului acestuia; de exemplu, dacă un pilot pentru o echipă ocupă locul al doilea, optsprezece puncte sunt adăugate la totalul sezonului său; dacă coechipierul său a terminat pe locul al treilea în aceeași cursă, el adaugă cincisprezece la totalul său și echipa adaugă 33 (suma punctelor piloților) la totalul său. Campionatele sunt acordate oricărui pilot și constructor cu cele mai multe puncte la sfârșitul sezonului. În caz de egalitate, FIA compară de câte ori fiecare pilot a terminat pe fiecare poziție. Campionatul este destinat celui care a avut cel mai mare număr de victorii; dacă au același număr de victorii, campionatul revine pilotului cu numărul mai mare de locuri secunde și așa mai departe. De exemplu, dacă piloții A și B au fost la egalitate la sfârșitul unui sezon și pilotul B a avut șase victorii și 3 clasări pe locul doi, dar pilotul A a avut șase victorii și patru clasări pe locul doi (chiar dacă a avut mai puține locuri trei decât B etc.), atunci pilotul A ar fi campion.
Pe 10 decembrie 2013, a fost confirmat că piloții și constructorii vor obține puncte duble în Marele Premiu final din 2014 încoace, dar acest lucru a fost abandonat în săptămânile următoare sezonului 2014.

#### Penalizări
Se pot impune sancțiuni piloților pentru numeroase infracțiuni, inclusiv pornirea prematură, depășirea vitezei pe linia boxelor, provocarea unui accident, blocarea incorectă sau ignorarea steagurilor de orice culoare. Există patru tipuri de sancțiuni pe care le poate suporta un pilot pentru încălcarea regulilor pe pistă:
Penalizarea de timp de 5 sau 10 secunde poate fi executată în timpul următoarei opriri la boxe. După ce pilotul se oprește la boxe, mecanicii trebuie să aștepte 5 sau 10 secunde înainte de a atinge mașina. Dacă pilotul nu are nevoie să oprească, penalizarea de timp va fi adăugată la timpul lor la sfârșitul cursei.
Pedeapsa de tip drive-through impune pilotului să intre pe linia boxelor, să o traverseze respectând limita de viteză și să iasă fără oprire. Deoarece o penalizare de tip drive-through nu necesită oprirea pilotului, este mai puțin costisitoare decât o penalizare stop-go.
Penalizarea de tip stop-go de zece secunde impune pilotului să intre pe linia boxelor, să se oprească timp de zece secunde și să iasă din nou. Deoarece oprirea este concepută pentru a pedepsi pilotul pentru o infracțiune, mecanicilor echipei le este interzis să lucreze la mașina care a contravenit în orice moment în timp ce pilotul execută pedeapsa. Pedeapsa stop-go este cea mai dură pedeapsă cu excepția descalificării și este dată pentru abateri grave, cum ar fi punerea în pericol a altor piloți.
Pentru penalizările de tip drive-through și stop-go, un pilot are la dispoziție 2 tururi din momentul în care echipa sa primește penalizarea pentru a intra la boxe; dacă pilotul nu intră la boxe în decurs de 2 tururi, pilotul va fi marcat cu steag negru. Excepția de la această regulă este dacă mașina de siguranță este scoasă înainte ca un pilot să-și execute pedeapsa, caz în care pilotului nu i se permite să execute pedeapsa decât după ce mașina de siguranță revine la boxe. Dacă pilotul primește o penalizare în ultimele 5 tururi ale cursei, pilotul nu trebuie să intre deloc la boxe; în schimb, douăzeci de secunde vor fi adăugate la timpul lor total de cursă în cazul unei penalizări drive-through, și treizeci de secunde în cazul unei penalizări stop-go.
Cea mai severă pedeapsă în uz comun este steagul negru, care poate fi impusă pentru ignorarea sancțiunilor sau pentru nereguli tehnice de orice fel; înseamnă că pilotul a fost descalificat din cursă și rezultatele sale din cursa respectivă nu vor lua în considerare pentru campionat. Dacă steagul negru nu este considerat suficient pentru infracțiunea pe care pilotul a comis-o, el poate fi interzis în a participa pentru un număr de curse după eveniment.
Se poate acorda o penalizare pe grilă pentru următoarea cursă. De exemplu, o penalizare de 5 locuri pe grilă înseamnă că, dacă pilotul s-a calificat primul, ar începe cursa de pe poziția a șasea.
Cea mai extremă pedeapsă dintre toate (folosită pentru punerea grav în pericol a vieții unui alt pilot) este să fie exclus din campionatul mondial al piloților din acel an. Astfel de cazuri pot fi deduse instanței judecătorești.